# Margaery Tyrell
Margaery Tyrell és un personatge fictici de la saga literària Cançó de gel i de foc de l'escriptor George R. R. Martin. Si bé a l'obra el seu paper té un paper secundari, el personatge té més importància a l'adaptació televisiva d'HBO, Game of Thrones, interpretat per l'actriu Natalie Dormer.

## Concepció i disseny
A la saga escrita, amb prou feines es tenen dades sobre la personalitat de la Margaery Tyrell a causa que adquireix un paper secundari. Es dona a entendre que es tracta d'una dona de caràcter extravertit i alegre, car sempre es troba en companyia de les seves donzelles, bards, músics o malabaristes. Aficionada també a les obres de caritat, s'introduïa als barris pobres i alternava amb la ciutadania, la qual cosa li va fer guanyar-se l'afecte del poble. La reina Cersei Lannister, possiblement a causa de la seva creixent paranoia sobre la Margaery, la definia com «Un llop amb pell de xai». Se la considera també una dona perspicaç, car just quan fou empresonada sabé esbrinar que la Cersei estava rere les acusacions contra ella.
A l'adaptació televisiva, la Margaery es mostra com una jove ambiciosa, políticament astuta i amb capacitat de diplomàcia i de persuasió. No li importava pas l'homosexualitat d'en Renly Baratheon, però li recomanà que li fes un fill com més aviat millor per evitar rumors. Després de contraure matrimoni amb en Joffrey Baratheon, aconsegueix manipular-lo de forma eficaç, així com després farà amb el rei Tommen Baratheon.

## Història

### Xoc de reis
La Margaery contrau matrimoni amb en Renly Baratheon, el qual amb l'ajuda de la Casa Tyrell s'ha autoproclamat Rei dels Set Regnes. La Margaery s'instal·la a Pontamarg, l'assentament de la Casa Caswell, juntament amb els exèrcits d'en Renly que es preparen per marxar cap a Bastió de Tempestes per enfrontar-se a l'Stannis Baratheon. Tanmateix, en Renly és assassinat en circumstàncies misterioses sense arribar a consumar el matrimoni.
Els Tyrell s'alien amb la Casa Lannister i derroten l'Stannis a la Batalla de l'Aigüesnegres, on un exèrcit combinat Lannister-Tyrell venç l'Stannis quan estava a punt de prendre la capital. Per reforçar aquesta nova aliança entre el Tron de Ferro i els Tyrell, el rei Joffrey Baratheon trenca el seu compromís amb la Sansa Stark per prometre's amb la Margaery.

### Tempesta d'espases
La Margaery s'instal·la a Port Reial amb la seva àvia Olenna Redwyne i un gran seguici de donzelles. Es converteix en una figura popular entre el poble pla a causa que els Tyrell porten una gran quantitat de subministraments a la ciutat.
També es guanya la confiança de la Sansa i la seva àvia planeja casar-la amb en Willas Tyrell, hereter d'Altjardí; tanmateix, Lord Tywin Lannister frustra el pla en fer casar la Sansa amb el seu fill Tyrion Lannister. La Margaery assisteix al seu casament, on sent llàstima per ella.
Finalment es produeix el casament entre la Margaery i en Joffrey, però ell és enverinat durant el banquet de noces. Després es revela que els seus assassins foren l'àvia de la Margaery, Lady Olenna, aliada amb en Petyr Baelish. En enviudar d'en Joffrey, la Margaery és promesa al nou i jove rei Tommen Baratheon.

### Festí de corbs
Després de casar-se amb en Tommen, la Margaery es guanya cada cop més la confiança i l'estima del nen-rei, la qual cosa desencadena els gels de la Regent Cersei Lannister. Ella comença a tramar una autèntica conjura contra la Margaery per acusar-la d'adulteri. Fa que una septa l'insepccioni per verificar si és verge, la qual no és, tot i que la Cersei admet que no és una prova fiable. Per això convenç un dels germans Kettleblack perquè sedueixi la Margaery i s'alliti amb ella, però ella no caigué en la trampa.
La Margaery es guanya encara més l'estima del poble realitzant obres de caritat i tracta de convèncer en Tommen perquè faci el mateix i realitzi obres que facin que es guanyi l'estima dels seus súbdits, però tots els seus intents es veuen frenats per la reina Cersei. Alhora s'adona que el seu germà Loras agonitza després d'encapçalar el setge sobre Rocadrac.
Finalment, la Cersei acusa la Margaery d'adulteri i de traïció reunint una gran quantitat de proves i de testimonis falsos. La Margaery és empresonada per la Fe dels Set fins que surt el judici, però a la presó confronta la Cersei i l'acusa d'estar rere la conjura contra seva. La pròpia reina Cersei serà acusada d'adulteri, d'incest i de traïció i empresonada també. Temps després, la Fe dels Set decideix alliberar la Margaery en vista de la feblesa de les proves contra ella i queda sota la custòdia de Lord Randyll Tarly fins que surti el judici.